# Cryptocyclops javanus
Cryptocyclops javanus – gatunek widłonoga z rodziny Cyclopidae. Jako pierwszy opisał go w 1930 roku niemiecki zoolog Friedrich Kiefer, nadając mu nazwę Cyclops (Microcyclops) javanus.